# Arroyo del Perdido
El Arroyo del Perdido es un curso de agua uruguayo que atraviesa el departamento de  Soriano perteneciente a la cuenca hidrográfica del Río de la Plata.
Nace en la Cuchilla del Bizcocho y desemboca en el arroyo Grande tras recorrer alrededor de  41 km.